# Verlag der Nation
Der Verlag der Nation (kurz VdN) war der am 27. September 1948 in Ost-Berlin gegründete Parteiverlag der National-Demokratischen Partei Deutschlands. 

## Geschichte
Der Verlag der Nationen gehörte zu den renommiertesten Buchverlagen der DDR und brachte vor allem Biographien (siehe: „Biographisch-autobiographische Reihe“), schöngeistige Gegenwartsliteratur, Klassikerausgaben und klassische Reiseberichte (Reisen und Berichte deutscher Forscher des 17. bis 19. Jahrhunderts), auch als bibliophile Ausgaben, heraus. Nach der Wende drohte dem Verlag das Aus. Er wurde 1992 von dem Verleger Diethard H. Klein übernommen und so vor der Liquidation gerettet. 1998 wurde er in die Verlagsgruppe Husum integriert.

## Programm
Das Verlagsprogramm umfasste daneben auch historische Romane, Übersetzungen mittel- und osteuropäischer Autoren sowie reich illustrierte Anthologien. Etwa 1000 Titel waren im Angebot. Bei den Autoren sind Wolfgang Borchert, Fritz Böttger, Günther Deicke, Kurt Arnold Findeisen, Franz Fühmann, Jutta Hecker, Günter Hofé, Curt Hotzel, Dieter Lattmann, Joachim Specht und Johannes Tralow zu nennen. In der DDR arbeiteten renommierte Künstler als Illustratoren für den Verlag, u. a. Werner Klemke, Ruth Knorr und Max Schwimmer.